# Dipmètre

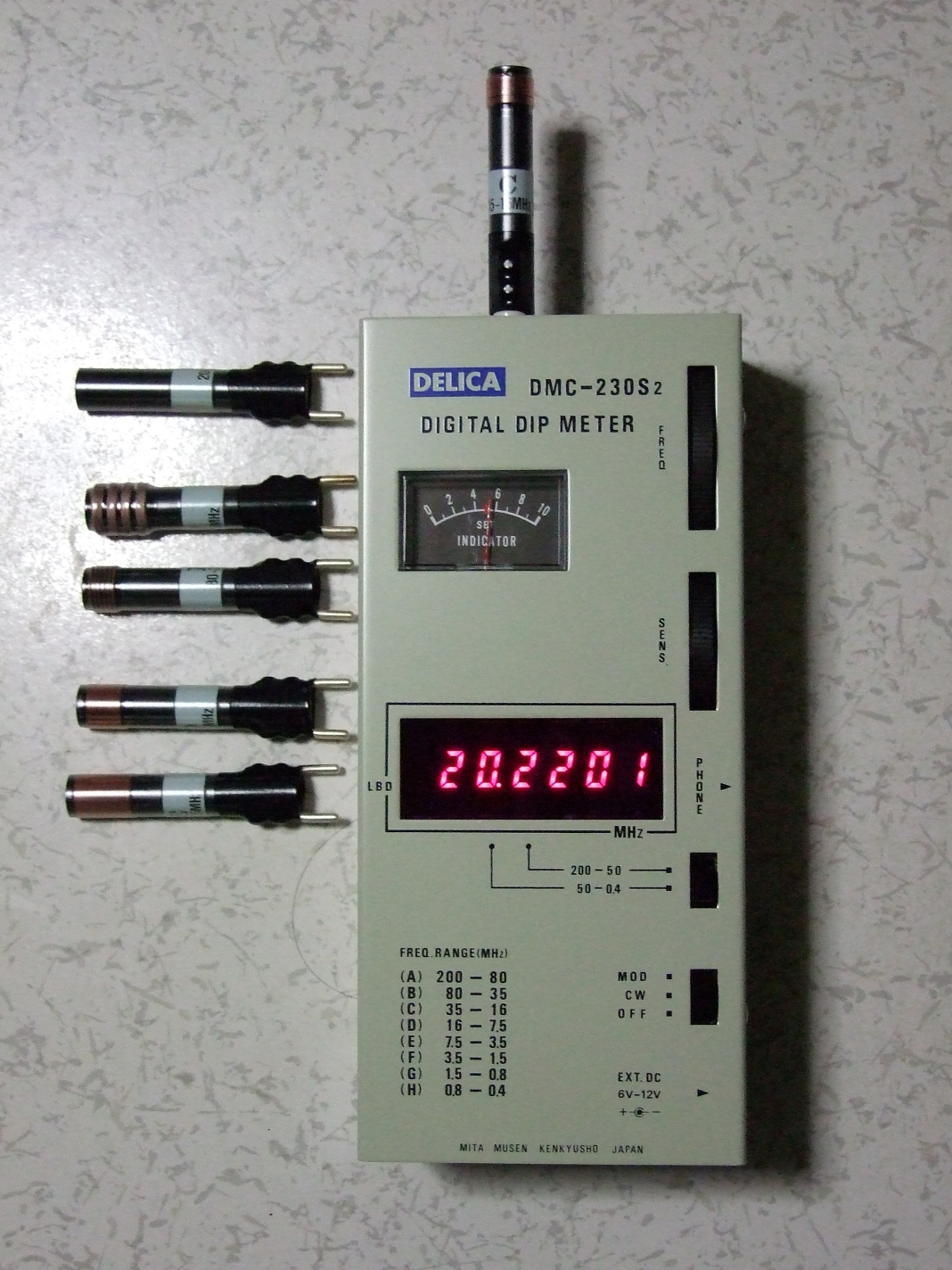
Cet appareil à mesurer l'inductance (DELICA DMC-230S2) comporte entre autres un dipmètre, reconnaissable aux bobines interchangeables et au galvanomètre traditionnel.

Le dipmètre, parfois appelé grid-dip par les radio-amateurs, est un instrument de mesure permettant d'estimer la fréquence de résonance des antennes radioélectriques. Il mesure l’absorption du champ magnétique haute fréquence par induction d'un appareil voisin. C'est en fait un oscillateur dont l'énergie de sortie est décuplée lorsqu'il est mis en présence d'un circuit oscillant accordé sur la même fréquence ; on peut comparer ce phénomène à celui d'un son qui devient plus puissant lorsqu'il est produit à l'entrée d'une chambre d'écho ou d'une corde de même fréquence fondamentale. Le principe de l'instrument est celui d'un circuit LC variable, dont la bobine électrique permet un couplage grossier par induction avec le circuit-cible, dont on cherche les caractéristiques. On détecte la résonance à la déviation de l'aiguille (dip en anglais) d'un cadran analogique, le plus souvent un galvanomètre à cadre mobile. Le mot grid de l'appellation courante chez les radioamateurs provient des premières réalisations de ce dispositif à l'aide de tubes électroniques.

## Histoire
Ces oscillateurs firent leur apparition dans les années 1920, et étaient fondés sur la technologie des tubes électroniques. On détectait la coïncidence des fréquences d'accord en mesurant la baisse de l'intensité du courant de grille du tube. Les grid-dip modernes sont des composants à état solide et possèdent une gamme d'utilisation plus large. Ces appareils sont parfois appelés dipmètres à transistor ou oscillateurs à porte, par allusion au fait qu'on mesure le courant d’émetteur d’un semi-conducteur au lieu du courant de grille d’un tube à lampe.

## Ondemètre

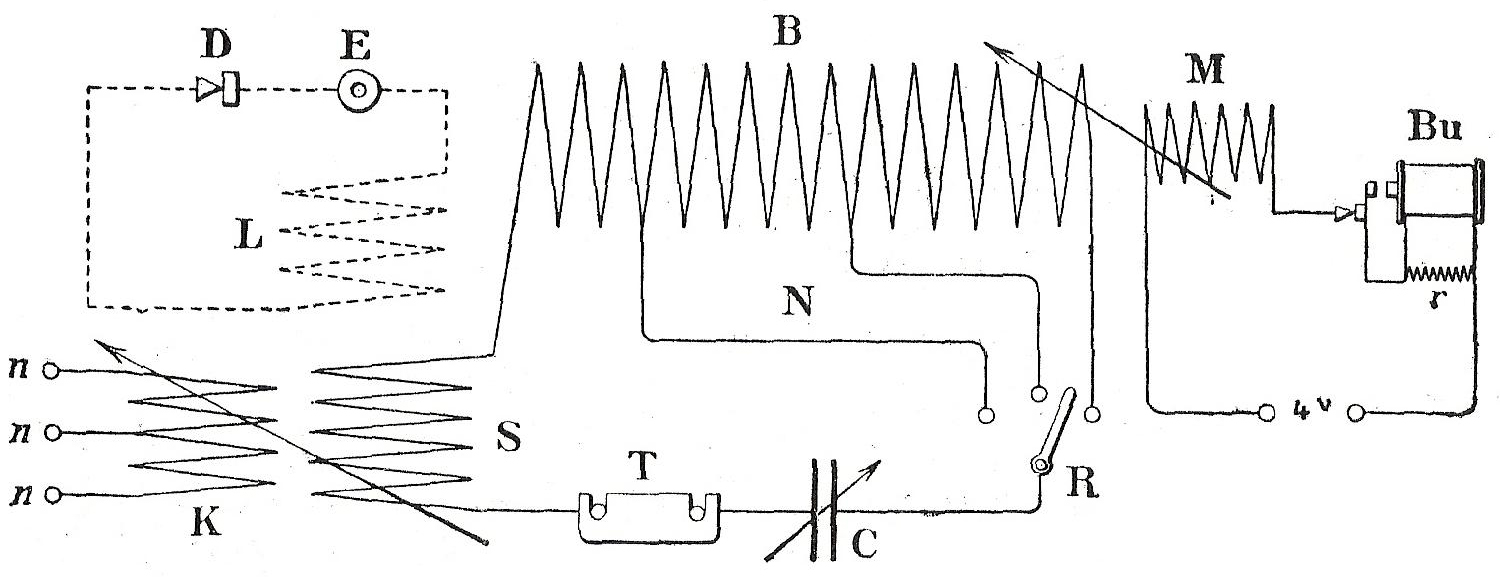
Ondemètre 1914

L’ondemètre ancien nom du dipmètre est un appareil de mesure des longueurs des ondes électromagnétiques utilisant le phénomène de résonance.
L'ondemètre est utilisé avec le récepteur à cristal pour :
- L'ondemètre remplace le buzzer (générateur de bruit radio pour le réglage du récepteur à cristal).
- Le réglage de la résonance du l’antenne radioélectrique.
- Le réglage du poste (réglage de la galène, le réglage des circuits d'accord inductance-condensateur).
- Le réglage du couplage poste/antenne.
- L'ondemètre faiblement couplé hétérodyne la radiotélégraphie crée une tonalité (et remplace le ticker).
- Et faiblement couplé donne un semblant de réaction.

## Principe d'utilisation
Ce circuit n'est rien d'autre qu'un circuit LC à fréquence réglable, grâce à un jeu de bobines interchangeables et à un condensateur d'accord. Lorsque le bobinage du dipmètre se trouve à proximité d'un autre oscillateur électrique, ces deux appareils se comportent comme un transformateur à faible facteur de qualité, spécialement si leurs fréquences de résonance respectives s'accordent ; la puissance de sortie du dipmètre devient suffisamment importante pour qu'on puisse la mesurer : parmi différents dispositifs possibles, le plus simple (et le plus conforme à la tradition) est le galvanomètre à cadre mobile.

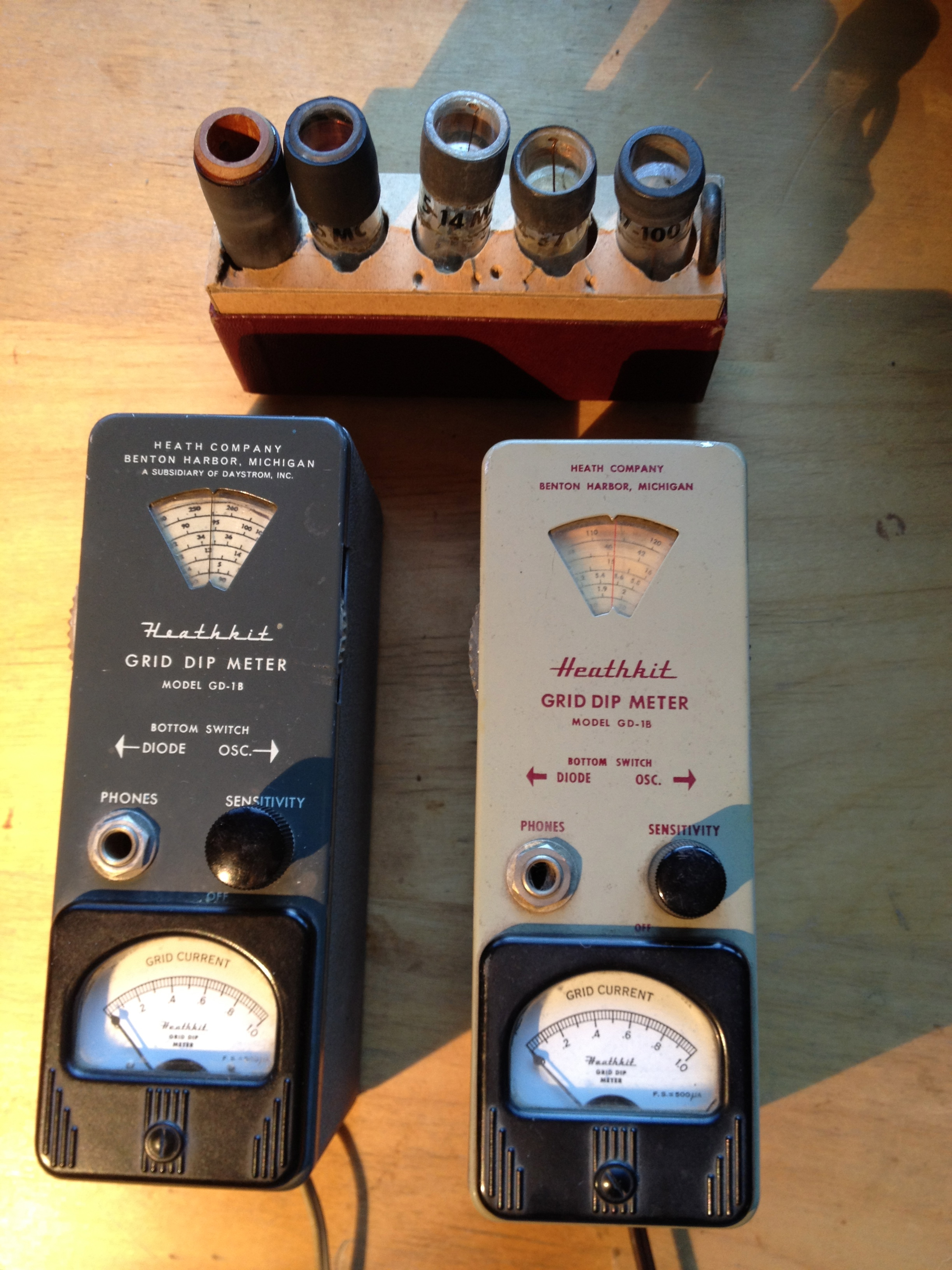
Deux dipmètres Heathkit avec (en haut) le jeu de bobines correspondant chacune à une plage de fréquences.
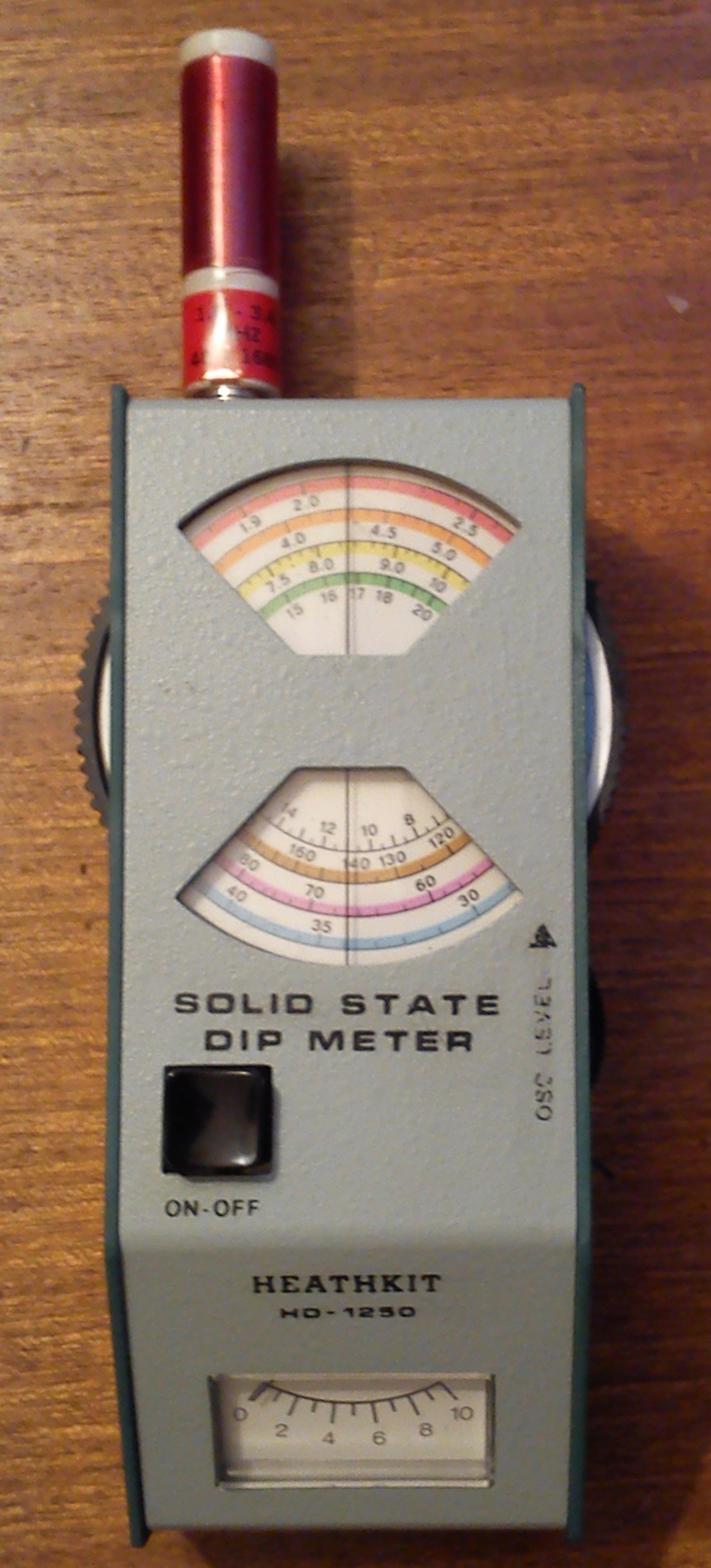
Dipmètre Heathkit HD1250 avec bobine

## Applications

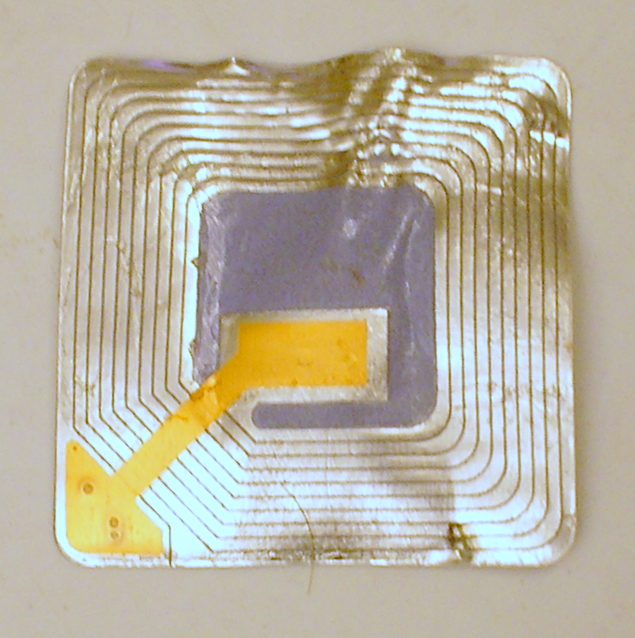
Système électronique (8.2 MHz) pour article en vente en magasin

Ces oscillateurs ont été longtemps l'instrument favori des radio-amateurs pour mesurer les propriétés de leurs circuits d'accord, de leurs filtres, et de leurs antennes.
Antivol radio fréquence (RF)
Un marqueur (circuit résonant dans la bande 7,4 MHz à 8,8 MHz, quand ce circuit résonant est placé dans le champ de l'antenne (portiques antivols généralement situés à l'entrée du magasin).
Si le marqueur (étiquette RF) est actif, il émet alors un signal déphasé par rapport à l'émetteur. Le portique qui assure la réception (écoute), détecte ce signal et déclenche l'alarme.